# Szakács Sándor (történész)
Szakács Sándor (Kapuvár, 1936. február 8. – ?, 2011. január 28.) magyar gazdaságtörténész, az 1960-as évektől évtizedeken át a Marx Károly Közgazdaságtudományi Egyetem oktatója, 1990-től 1993-ig a Magyar Mezőgazdasági Múzeum főigazgatója, a Magyar Tudományos Akadémia köztestületének tagja.

## Élete
Az Eötvös Loránd Tudományegyetem Bölcsészettudományi Karán végezte felsőfokú tanulmányait 1954-től 1958-ig. 1956-ban az Eötvös Loránd Tudományegyetem diákbizottságának és a Tiszta szívvel egyetemi újság szerkesztőségének tagja. 1958-től két évig Tatabányán könyvtáros. 1960-tól a Marx Károly Közgazdaságtudományi Egyetemen (később Budapesti Közgazdaságtudományi Egyetem, ma: Budapesti Corvinus Egyetem) oktatott, mint tudományos segédmunkatárs, később adjunktus, 1970-től docens, 1988-tól egyetemi tanár. 1967-ben védte meg kandidátusi, 1989-ben nagydoktori disszertációját. 1990-től 1993-ig a Magyar Mezőgazdasági Múzeum főigazgatója. Ezt követően visszatért az egyetemre, és itt 1996-tól az Agrártörténeti tanszék vezetését bízták rá.
Tagja volt az MTA Agrártörténeti és Faluszociológiai Bizottságának és az Agrártörténeti Szemle felelős szerkesztője volt. 1993–1994-ben Beck Tibor interjút készített vele életének történetéről. A 13 ív terjedelmű beszélgetés nyomtatott verzióját az Oral History Archívum őrzi.
Hosszan tartó betegség után hunyt el 2011-ben, életének 75. évében. Gyászmiséjét a kelenföldi Szent Gellért-templomban tartották, és itt helyezték örök nyugalomra február 3-án.

## Kutatási területe
Kutatási területe elsősorban a második világháború utáni magyarországi mezőgazdasági fejlődést foglalta magában. Munkásságának értékét, különösen 1985-ben Pető Ivánnal közösen megjelent A hazai gazdaság négy évtizedének története 1945–1985 című könyvét Varga Zsuzsanna akadémiai értekezésében a következőképpen méltatja:
„A magyar agrárátalakulás 1945 utáni történetének legszínvonalasabb, sok tekintetben máig időtálló összefoglalása az 1980-as évek közepére készült el.  A szerző, Szakács Sándor az 1960-as évek óta kutatta az 1945 utáni agrártörténet kérdéseit. Könyvet írt a földreformról, majd foglalkozott az állami gazdaságok és a földműves-szövetkezetek történetével is. Az 1970-es évtized során aztán egyre inkább a mezőgazdasági termelőszövetkezetek felé fordult az érdeklődése. E váltást mutatta az Agrártörténeti Szemle hasábjain 1975-ben publikált tanulmánya, melyben a nagyigmándi Jókai Tsz mikrotörténeti jellegű feldolgozására vállalkozott. Gazdag, példásan dokumentált levéltári forrásanyagra, imponáló statisztikai adatbázisra támaszkodva olyan sokoldalú, komplex megközelítést alkalmazott, amellyel sikerült bemutatnia azt a tudati, életmódbeli, tehát társadalmi jellegű változást, mely a tsz-be tömörült, illetve tömörített, tagság körében végbement. Szakács Sándor agrártörténeti munkásságának szintézise abban a két kötetesre tervezett gazdaságtörténeti összefoglalóban valósult meg, amelyet Pető Ivánnal közösen írt. Legszembetűnőbb újításuk az volt, hogy következetesen elkerülték az ideológiai értelmezési kereteket. Többnyire a leíró közgazdaságtan fogalmi apparátusát használták. Forrásaik többségét a gazdasági szakapparátusok anyagai, valamint a statisztikai források tették ki. Szakács Sándor az 1945 utáni agrártörténet tárgyalásakor következetesen figyelt arra, hogy elváljon az agrárpolitika és az agártermelés története. Így az elemzés néhány pontján jelezni tudta, hogy a mezőgazdaság átszervezésének, a birtoklási és az üzemi keretekben bekövetkező radikális változásnak, milyen gazdasági, társadalmi „ára” volt.”

## Művei

### Saját könyvek
- Földosztás és agrárfejlődés a magyar népi demokráciában 1945–1948, Közgazdasági és Jogi Könyvkiadó, Budapest, 1964 (A Marx Károly Közgazdaságtudományi Egyetem közleményei 5.)[8]
- Állami gazdaságaink helyzetének alakulása 1945–1948, Akadémiai Kiadó, Budapest, 1969 (Értekezések a történeti tudományok köréből 48.)[9]
- A népi demokratikus agrárfejlődés kezdetei Magyarországon 1945–1948, Akadémiai Kiadó, Budapest, 1971 (Gazdaságtörténeti értekezések 6.)[10]
- A magyar agrárpolitika fontosabb eseményei 1945–1970. 2. Előtanulmányok "A falu társadalmi struktúrájának és a falusi életmódnak a változásai" című témához, MTA Szociológiai Kutatóintézet, Budapest, 1972[11]
- Az állami gazdaságok dolgozóinak helyzete és helye a társadalomban (1945–1975), Budapest, 1983 (Különlenyomat az Agrártörténeti Szemle 1983. évi 1-2. számából)[12]
- (Pető Ivánnal) A hazai gazdaság négy évtizedének története I. 1945–1968. I. Az újjáépítés és a tervutasításos irányítás időszaka 1945–1968, Közgazdasági és Jogi Könyvkiadó, Budapest, 1985[13]
- (Zinner Tiborral) A háború „megváltozott természete” – Adatok és adalékok, tények és összefüggések – 1944–1948, Budapest, 1997[14]
- Gazdaságtörténet I–II., SZÁMALK Kiadó, Budapest, 1998–1999 (főiskolai jegyzet)[15][16]

### Szerkesztett művek, könyvfejezetek
Az ő szerkesztésében jelent meg A Magyar Mezőgazdasági Múzeum Közleményei 1990–1991-es száma (Magyar Mezőgazdasági Múzeum, Budapest, 1991).
Emellett kisebb fejezeteket írt az alábbi könyvekbe:
- (szerk.) Gunst Péter – Lökös László: A mezőgazdaság története, Mezőgazdasági Könyvkiadó Vállalat, Budapest, 1982, ISBN 963-231-427-1[18]
- Magyar gazdaságtörténet 1848-ig, Budapest, 1984[19]
- Nehéz esztendők krónikája 1949–1953. Dokumentumok, Gondolat Könyvkiadó, Budapest, 1986, ISBN 963-281-686-2[20]
- Politikai gazdaságtan II., Kossuth Könyvkiadó, Budapest, 1989[21]
- (szerk.) Csicsery-Rónay István: Nagy Ferenc miniszterelnök. Visszaemlékezések, tanulmányok, cikkek, Ezerkilencszáznegyvenöt Alapítvány – Occidental Press, Budapest, 1995, ISBN 963-7871-05-5[22]
- Magyarország agrártörténete. Agrártörténeti tanulmányok, Mezőgazda Kiadó, Budapest, 1996, ISBN 963-7362-29-0[23]
- Rákositól Kádárig. Fejezetek a legújabbkori magyar történelemből, KLTE Történelmi Intézet Új- és Legújabbkori Magyar Történelmi Tanszéke, Debrecen, 1998, ISBN 963-472-303-9 (Jelenkortörténeti Műhely 1.)[24]
- Magyarország társadalomtörténete 1–2. 1945–1989, Új Mandátum Könyvkiadó, Budapest, 2000, ISBN 963-9158-91-7 (Nagyítás szociológiai könyvek 15-16.)[25]
- Mérlegen a XX. századi magyar történelem – értelmezések és értékelések, 1956-os Intézet – Debreceni Egyetem Történelmi Intézet Új- és Legújabbkori Magyar Történelmi Tanszéke, Debrecen, 2002, ISBN 963-472-707-7 (Jelenkortörténeti Műhely 3.)[26]
- Magyar Gazdaságtörténeti Szöveggyűjtemény XVIII–XX. század, Aula Kiadó, Budapest, 2003, ISBN 963-9478-50-4[27]
- Agrártörténet – agrárpolitika. Tanulmányok Szuhay Miklós emeritus professzor tiszteletére, Budapesti Corvinus Egyetem – Budapesti Közgazdaságtudományi Egyetem Alapítvány – Miskolci Egyetem Gazdaságtudományi Kara, Budapest-Miskolc, 2006, ISBN 963-503-355-9 (Gazdaság- és társadalomtörténeti kötetek 4.)[28]